# Grizzly medve
A grizzly medve vagy röviden grizzly (ejtsd: grizli, tudományos nevén Ursus arctos horribilis) a barnamedve Észak-Amerikában honos alfaja. Szürke medvének is nevezik.

## Elnevezése
Először Meriwether Lewis és William Clark amerikai felfedezők írták le a medvefajt grissley-ként, amelynek jelentésére két lehetséges magyarázat létezik: az egyik az állat szürkésbundájára utaló őszes", a másik a megjelenésére célzó rettenetes, borzasztó.

## Elterjedése, élőhelye

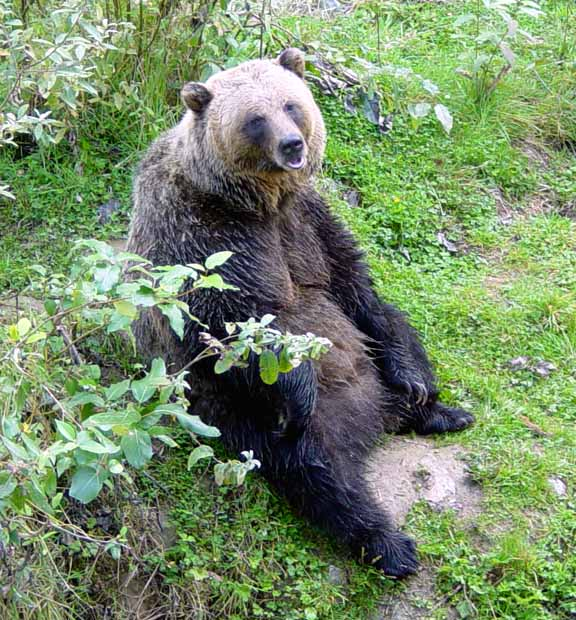
Pihenő grizzly

Valamikor Észak-Amerika egész nyugati részén honos volt. Száz éve még a nyílt prérin is előfordult, de a vadászat és az ember térhódítása a járhatatlan hegyekbe szorította vissza, olyannyira, hogy 1975-ben felvették a veszélyeztetett állatfajok vörös listájára. Ma már jóformán csak Alaszkában, Kanada Yukon tartományában és a Sziklás-hegység nemzeti parkjaiban (Yellowstone Nemzeti Park az Egyesült Államokban, Sziklás Hegység Park Kanadában stb.) vannak olyan kiterjedt területek, ahol nagyobb számban és szinte háborítatlanul él.

## Megjelenése, életmódja

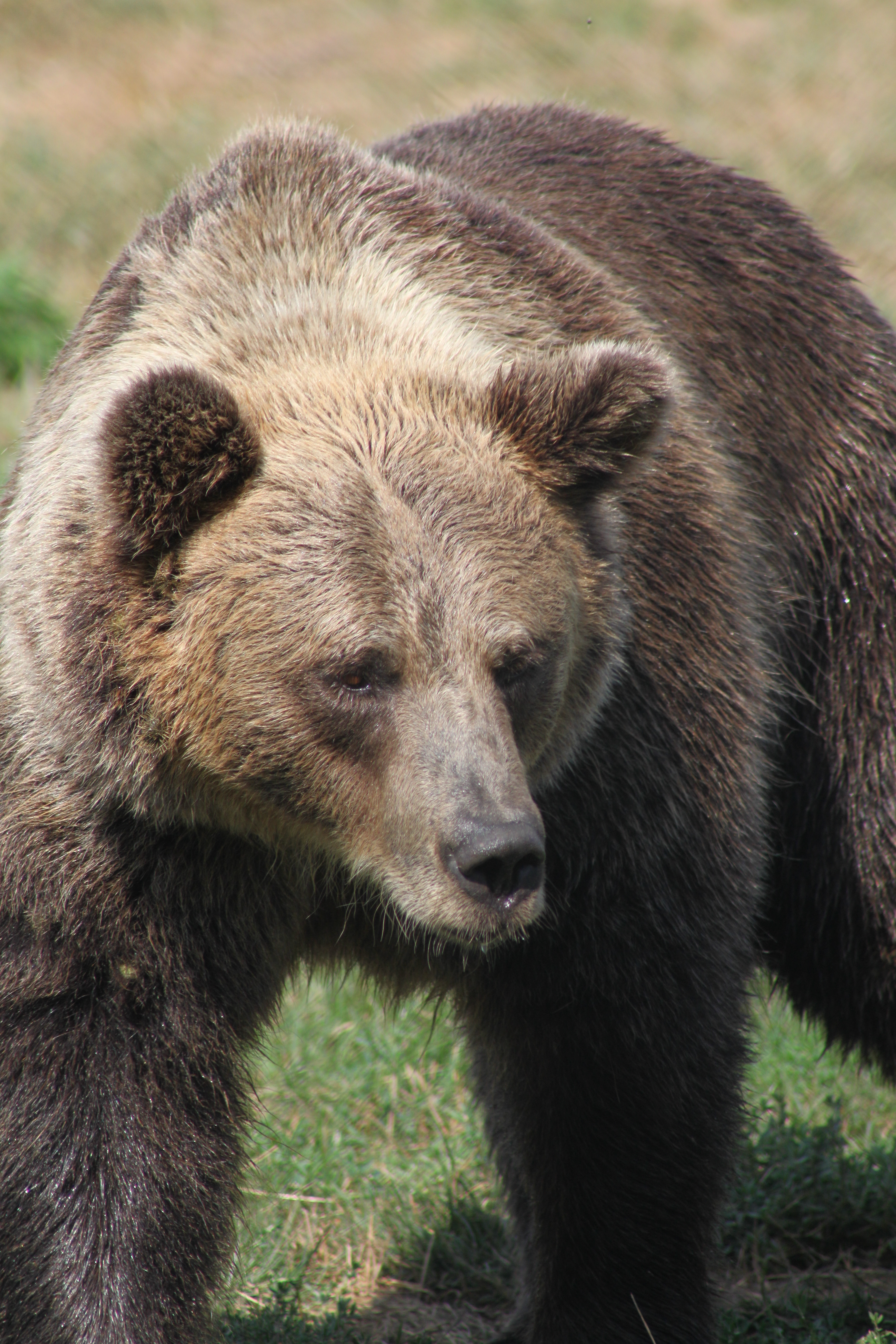
Grizzly a Veresegyházi Medveotthonban

A szürke medve a törzsváltozattól eltérő mérete és színe (barna alapszínen szürkés foltokkal, mert a szőrszálak vége kihalványodik, de láttak már fekete grizzlyt is) valószínűleg csak a táplálék és az életkörülmények következménye. Rövid feje, domború orrcsontjai, széles és lapos homloka, rövid fülkagylói és rövid farka viszont határozottan megkülönbözteti az európai medvéktől. Erősen görbült, hegyük felé keskenyedő, fehéres karmai akár a 13 cm-t is elérhetik. Egy átlagos grizzly közel 400 kilogrammos, marmagassága másfél méter körüli, és ha a hátsó lábaira áll, akár a 3 métert is elérheti (az élőhelytől függően). Hatalmas teste roppant erős; megöli a nála 100–150 kilóval nehezebb bölényt, majd képes a tetemet hosszú kilométereken hurcolni. Járása a tevééhez hasonlóan ringatózó, mert egyszerre lép az egy oldalon lévő lábaival. Ezzel együtt nagyon gyors: sík terepen, rövid távon az 50 km/h sebességet is eléri. 50-100 méteres szakaszon még a vágtázó lóval is felveszi a versenyt, így többnyire el tudja kapni a menekülő zsákmányt.
Mindenevő. Főleg gyümölcsöket, bogyókat, kisebb gerinceseket eszik, de kiás egyes gumókat és gyökereket is. Naponta akár 15 kilónyi élelmet is elfogyaszt, és ebből ősz végére jelentős zsírpárnát halmoz fel a téli pihenőre. A felnőtt állatok nem tudnak fára mászni. Elvileg az emberre is veszélyes lehet, de az ilyen esetek nagyon ritkák, mert a grizzlyk többnyire rendkívül félénkek. Ugyanakkor nem szabad elfelejteni, hogy nagytestű, veszélyes állatok és hogy ha az ember meglepi őket (főleg azokat a medvéket, amelyek még soha nem láttak embert), nagyon veszélyes ellenfelekké válhatnak, a legtöbb támadás főleg ilyen esetekben történt, és sajnos nem egy végzetes medvetámadást ismerünk. Ha az embert tehát kirándulni akar olyan helyeken, ahol grizzlyk vannak, nem árt csoportosan menni, és mindenképpen elolvasni pár információt róluk, vagy szakértő véleményét kérni.
Tavasz környékén szoktak megszületni a bocsok, egy anya akár 2-3 utódot is világra hozhat. A kicsik születésükkor alig nyomnak fél kilót, de egyéves korukra már 100 kiló körüli a testsúlyuk.
Kaliforniában az egyik legférfiasabb sportnak számított lasszóval grizzlyt fogni. A megfogott állatokat szekéren a városba szállították, ahol a közelebbi ünnepnapokon bikákkal engedték össze őket. A grizzly a küzdelem során végzett pár bikával, de szinte ő is mindig elpusztult a bikák szarvainak döfésétől. Ezeket a viadalokat az 1860-as években tiltották be.
Húsát fogyasztják, de minősége és íze nagyban függ az élőhelytől, ezért nem mindegy milyen területen elejtett grizzlynek a húsát használják fel. A Trichinella spiralis nevű féreg előfordulása miatt, amely halálos fertőzést okozhat, érdemes a grizzly húsát is alaposan megfőzni vagy megsütni.